# Draft 2017 de la NFL
2016 2018
La draft 2017 de la NFL est la 82e draft de la National Football League, évènement permettant aux franchises de football américain de recruter des joueurs universitaires éligibles pour les faire jouer au niveau professionnel.
L'événement a lieu du 27 avril au 29 avril 2017 au Benjamin Franklin Parkway de Philadelphie (Pennsylvanie) où la draft 1961 avait déjà été organisée.
La date limite d'inscription à la draft était le 16 janvier 2017 et seuls les universitaires ayant quitté l'école secondaire depuis au moins trois ans y étaient admissibles.

## Draft
La draft compte sept tours généralement composés de 32 choix. L'ordre de sélection est décidé par le classement général des équipes durant la saison précédente, l'équipe ayant eu le moins de victoires sélectionnant en premier et ainsi de suite jusqu'au gagnant du Super Bowl. Les équipes peuvent échanger leurs choix de draft, ce qui modifie de facto l'ordre préalablement établi.
Les équipes ayant perdu plus de joueurs (et de meilleure qualité) qu'ils en ont signés pendant la free agency, se voient attribuer des choix compensatoires. Ceux-ci sont placés en fin de draft et pourront, pour la première fois de l'histoire de la draft, être échangés comme tout autre choix.

### Légende
- ° : Intronisé au Pro Football Hall of Fame
- † : Joueur sélectionné pour le Pro Bowl

### 1ertour
| Choix | Équipe                        | Joueur                  | Poste            | Université                  | Notes                      |
| ----- | ----------------------------- | ----------------------- | ---------------- | --------------------------- | -------------------------- |
| 1     | Browns de Cleveland           | Myles Garrett †         | Defensive end    | Aggies de Texas A&M         |                            |
| 2     | Bears de Chicago              | Mitchell Trubisky †     | Quarterback      | North Carolina              | 49ers → Bears,             |
| 3     | 49ers de San Francisco        | Solomon Thomas          | Defensive end    | Cardinal de Stanford        | Bears → 49ers,             |
| 4     | Jaguars de Jacksonville       | Leonard Fournette       | Running back     | Tigers de LSU               |                            |
| 5     | Titans du Tennessee           | Corey Davis             | Wide receiver    | Broncos de Western Michigan | Rams → Titans,.            |
| 6     | Jets de New York              | Jamal Adams †           | Safety           | Tigers de LSU               |                            |
| 7     | Chargers de Los Angeles       | Mike Williams           | Wide receiver    | Tigers de Clemson           |                            |
| 8     | Panthers de la Caroline       | Christian McCaffrey †   | Running back     | Cardinal de Stanford        |                            |
| 9     | Bengals de Cincinnati         | John Ross               | Wide receiver    | Huskies de Washington       |                            |
| 10    | Chiefs de Kansas City         | Patrick Mahomes †       | Quarterback      | Red Raiders de Texas Tech   | Bills → Chiefs             |
| 11    | Saints de La Nouvelle-Orléans | Marshon Lattimore †     | Cornerback       | Buckeyes d'Ohio State       |                            |
| 12    | Texans de Houston             | Deshaun Watson †        | Quarterback      | Tigers de Clemson           | Eagles → Browns → Texans,. |
| 13    | Cardinals de l'Arizona        | Haason Reddick †        | Linebacker       | Owls de Temple              |                            |
| 14    | Eagles de Philadelphie        | Derek Barnett           | Defensive end    | Volunteers du Tennessee     | Vikings → Eagles,.         |
| 15    | Colts d'Indianapolis          | Malik Hooker            | Safety           | Buckeyes d'Ohio State       |                            |
| 16    | Ravens de Baltimore           | Marlon Humphrey †       | Cornerback       | Crimson Tide de l'Alabama   |                            |
| 17    | Redskins de Washington        | Jonathan Allen          | Defensive end    | Crimson Tide de l'Alabama   |                            |
| 18    | Titans du Tennessee           | Adoree Jackson (en)     | Cornerback       | Trojans de l'USC            |                            |
| 19    | Buccaneers de Tampa Bay       | O. J. Howard            | Tight end        | Crimson Tide de l'Alabama   |                            |
| 20    | Broncos de Denver             | Garett Bolles           | Offensive tackle | Utes de l'Utah              |                            |
| 21    | Lions de Détroit              | Jarrad Davis (en)       | Linebacker       | Gators de la Floride        |                            |
| 22    | Dolphins de Miami             | Charles Harris          | Linebacker       | Tigers du Missouri          |                            |
| 23    | Giants de New York            | Evan Engram †           | Tight end        | Rebels d'Ole Miss           |                            |
| 24    | Raiders d'Oakland             | Gareon Conley (en)      | Cornerback       | Buckeyes d'Ohio State       |                            |
| 25    | Browns de Cleveland           | Jabrill Peppers         | Safety           | Wolverines du Michigan      | Texans → Browns            |
| 26    | Falcons d'Atlanta             | Takkarist McKinley (en) | Defensive end    | Bruins de l'UCLA            | Seahawks → Falcons         |
| 27    | Bills de Buffalo              | Tre'Davious White †     | Cornerback       | Tigers de LSU               | Chiefs → Bills             |
| 28    | Cowboys de Dallas             | Taco Charlton           | Defensive end    | Wolverines du Michigan      |                            |
| 29    | Browns de Cleveland           | David Njoku †           | Tight end        | Hurricanes de Miami         | Packers → Browns           |
| 30    | Steelers de Pittsburgh        | T. J. Watt †            | Linebacker       | Badgers du Wisconsin        |                            |
| 31    | 49ers de San Francisco        | Reuben Foster (en)      | Linebacker       | Crimson Tide de l'Alabama   | Seahawks → Falcons → 49ers |
| 32    | Saints de La Nouvelle-Orléans | Ryan Ramczyk            | Offensive tackle | Badgers du Wisconsin        | Patriots → Saints,         |

1. 1 2  Choix obtenu des 49ers de San Francisco : Les Bears de Chicago échangent leur choix de troisième rang, un choix de troisième tour (67e), un choix de quatrième tour (111e) et un choix de troisième tour de la draft 2018 en échange du choix au deuxième rang de la draft des 49ers de San Francisco.
2. ↑  Choix obtenu des Rams de Los Angeles : Les Rams de Los Angeles ont échangé leur premier et troisième tours de Draft 2017 ainsi que leurs premier, second et troisième tour de 2016 (15e, 43e, 45e, et 76e) contre un septième tour en 2017 et un premier quatrième et sixième tour en 2016 (1er, 113e et le 177e) des Titans du Tennessee. De plus, si Los Angeles reçoit un choix compensatoire lors du troisième tour en 2017, celui-ci reviendra également à Tennessee en tant que choix compensatoire, sinon, Tennessee recevra le choix normal de troisième tour de Los Angeles échangé contre leur choix de septième tour
3. ↑  Choix obtenu des Eagles de Philadelphie : Philadelphie a échangé ses choix de premier, troisième et quatrième tour de la Draft 2016 (8e, 77e et 100e choix globaux) ainsi que leur deuxième tour en 2018 contre le premier choix de la Draft 2016 (2e choix global) et le cinquième tour conditionnel des Browns de Cleveland en 2017. Cleveland ayant reçu un choix compensatoire au quatrième tour de la Draft 2017, ce choix revient à Philadelphie
4. ↑  Choix obtenu des Vikings du Minnesota : Minnesota a échangé son premier et éventuel quatrième tour de Draft 2018 avec les Eagles de Philadelphie en échange du quarterback Sam Bradford
5. ↑  Choix obtenu des Patriots de la Nouvelle-Angleterre : New England a échangé son premier tour (32e choix) et troisième tour (103e choix) avec les Saints de la Nouvelle-Orléans en échange du wide receiver Brandin Cooks et le quatrième tour (118e choix) des Saints

### Joueurs sélectionnés dans les tours suivants
| Choix | Équipe                        | Joueur                | Poste         | Équipe universitaire         | Notes                       |
| ----- | ----------------------------- | --------------------- | ------------- | ---------------------------- | --------------------------- |
| 36    | Cardinals de l'Arizona        | Budda Baker †         | Safety        | Huskies de Washington        | Bears → Cardinals           |
| 41    | Vikings du Minnesota          | Dalvin Cook †         | Running back  | Seminoles de Florida State   | Bengals → Vikings           |
| 48    | Bengals de Cincinnati         | Joe Mixon †           | Running back  | Sooners de l'Oklahoma        | Vikings → Bengals           |
| 62    | Steelers de Pittsburgh        | JuJu Smith-Schuster † | Wide receiver | Trojans de l'USC             |                             |
| 63    | Bills de Buffalo              | Dion Dawkins †        | Guard         | Owls de Temple               | Falcons → Bills             |
| 67    | Saints de La Nouvelle-Orléans | Alvin Kamara †        | Running back  | Volunteers du Tennessee      | 49ers → Bears → Saints      |
| 69    | Rams de Los Angeles           | Cooper Kupp †         | Wide receiver | Eagles d'Eastern Washington  |                             |
| 84    | Buccaneers de Tampa Bay       | Chris Godwin †        | Wide receiver | Nittany Lions de Penn State  |                             |
| 86    | Chiefs de Kansas City         | Kareem Hunt †         | Running back  | Rockets de Toledo            | Vikings → Dolphins → Chiefs |
| 90    | Seahawks de Seattle           | Shaquill Griffin †    | Cornerback    | Knights de l'UCF             |                             |
| 96    | Lions de Détroit              | Kenny Golladay †      | Wide receiver | Huskies de Northern Illinois | Patriots → Lions            |
| 100   | Titans du Tennessee           | Jonnu Smith †         | Tight end     | Panthers de FIU              |                             |
| 103   | Saints de La Nouvelle-Orléans | Trey Hendrickson †    | Defensive end | Owls de Florida Atlantic     | Browns → Patriots → Saints  |
| 105   | Steelers de Pittsburgh        | James Conner †        | Running back  | Panthers de Pittsburgh       |                             |
| 112   | Bears de Chicago              | Eddie Jackson †       | Safety        | Crimson Tide de l'Alabama    | Rams → Bears                |
| 119   | Bears de Chicago              | Tarik Cohen †         | Running back  | Aggies de North Carolina A&T | Cardinals → Bears           |
| 124   | Lions de Détroit              | Jalen Reeves-Maybin † | Linebacker    | Volunteers du Tennessee      | Titans → Patriots → Lions   |
| 146   | 49ers de San Francisco        | George Kittle †       | Tight end     | Hawkeyes de l'Iowa           |                             |
| 153   | Bengals de Cincinnati         | Jake Elliott †        | Kicker        | Tigers de Memphis            |                             |
| 163   | Bills de Buffalo              | Matt Milano †         | Linebacker    | Eagles de Boston College     | Patriots → Broncos → Bills  |
| 165   | Lions de Détroit              | Jamal Agnew †         | Cornerback    | Toreros de San Diego         |                             |
| 182   | Packers de Green Bay          | Aaron Jones †         | Running back  | Miners de l'UTEP             |                             |

### Joueurs notables non draftés
| Équipe              | Joueur           | Poste      | Équipe universitaire          |
| ------------------- | ---------------- | ---------- | ----------------------------- |
| Ravens de Baltimore | Patrick Ricard † | Fullback   | Black Bears du Maine          |
| Texans de Houston   | Justin Hardee †  | Cornerback | Fighting Illini de l'Illinois |

## Statistiques par conférences
Pour la onzième année consécutive, c'est la Southeastern Conference qui a le plus de joueurs sélectionnés (53) lors de la draft annuelle
| Conférence                           | 1er tour                          | 2e tour                           | 3e tour                           | 4e tour                           | 5e tour                           | 6e tour                           | 7e tour                           | Total                             |
| Conférences NCAA Division I (FBS)    | Conférences NCAA Division I (FBS) | Conférences NCAA Division I (FBS) | Conférences NCAA Division I (FBS) | Conférences NCAA Division I (FBS) | Conférences NCAA Division I (FBS) | Conférences NCAA Division I (FBS) | Conférences NCAA Division I (FBS) | Conférences NCAA Division I (FBS) |
| ------------------------------------ | --------------------------------- | --------------------------------- | --------------------------------- | --------------------------------- | --------------------------------- | --------------------------------- | --------------------------------- | --------------------------------- |
| The American                         | 1                                 | 4                                 | 1                                 | 2                                 | 3                                 | 4                                 | 0                                 | 15                                |
| ACC                                  | 4                                 | 3                                 | 4                                 | 6                                 | 8                                 | 8                                 | 10                                | 43                                |
| Big 12                               | 1                                 | 1                                 | 3                                 | 2                                 | 1                                 | 2                                 | 4                                 | 14                                |
| Big Ten                              | 7                                 | 3                                 | 9                                 | 6                                 | 6                                 | 1                                 | 3                                 | 35                                |
| C-USA                                | 0                                 | 1                                 | 5                                 | 0                                 | 2                                 | 1                                 | 0                                 | 9                                 |
| Ind. (FBS)                           | 0                                 | 1                                 | 0                                 | 1                                 | 0                                 | 0                                 | 1                                 | 3                                 |
| MAC                                  | 1                                 | 1                                 | 3                                 | 1                                 | 1                                 | 0                                 | 4                                 | 11                                |
| MW                                   | 0                                 | 0                                 | 0                                 | 2                                 | 3                                 | 2                                 | 1                                 | 8                                 |
| Pac-12                               | 6                                 | 6                                 | 4                                 | 5                                 | 5                                 | 5                                 | 5                                 | 36                                |
| SEC                                  | 12                                | 9                                 | 9                                 | 8                                 | 5                                 | 6                                 | 4                                 | 53                                |
| Sun Belt                             | 0                                 | 1                                 | 1                                 | 0                                 | 1                                 | 2                                 | 0                                 | 5                                 |
| Conférences NCAA Division I (FCS)    |                                   |                                   |                                   |                                   |                                   |                                   |                                   |                                   |
| Big Sky                              | 0                                 | 0                                 | 1                                 | 1                                 | 0                                 | 0                                 | 0                                 | 2                                 |
| Big South                            | 0                                 | 0                                 | 0                                 | 0                                 | 0                                 | 0                                 | 0                                 | 0                                 |
| CAA                                  | 0                                 | 1                                 | 0                                 | 0                                 | 0                                 | 0                                 | 1                                 | 2                                 |
| Ind. (FCS)                           | 0                                 | 0                                 | 0                                 | 0                                 | 0                                 | 1                                 | 0                                 | 1                                 |
| Ivy                                  | 0                                 | 0                                 | 0                                 | 0                                 | 0                                 | 0                                 | 0                                 | 0                                 |
| MEAC                                 | 0                                 | 0                                 | 0                                 | 1                                 | 0                                 | 0                                 | 0                                 | 1                                 |
| MVFC                                 | 0                                 | 0                                 | 1                                 | 0                                 | 1                                 | 0                                 | 0                                 | 2                                 |
| NEC                                  | 0                                 | 0                                 | 0                                 | 0                                 | 0                                 | 0                                 | 0                                 | 0                                 |
| OVC                                  | 0                                 | 0                                 | 0                                 | 0                                 | 0                                 | 0                                 | 0                                 | 0                                 |
| Patriot                              | 0                                 | 0                                 | 0                                 | 1                                 | 0                                 | 0                                 | 0                                 | 1                                 |
| Pioneer                              | 0                                 | 0                                 | 0                                 | 0                                 | 2                                 | 0                                 | 0                                 | 2                                 |
| SoCon                                | 0                                 | 0                                 | 0                                 | 0                                 | 0                                 | 1                                 | 0                                 | 1                                 |
| Southland                            | 0                                 | 0                                 | 1                                 | 0                                 | 0                                 | 0                                 | 0                                 | 1                                 |
| SWAC                                 | 0                                 | 0                                 | 1                                 | 0                                 | 0                                 | 0                                 | 1                                 | 2                                 |
| Conférences de la Division II (NCAA) |                                   |                                   |                                   |                                   |                                   |                                   |                                   |                                   |
| GAC                                  | 0                                 | 0                                 | 0                                 | 0                                 | 0                                 | 0                                 | 1                                 | 1                                 |
| GLIAC                                | 0                                 | 1                                 | 0                                 | 0                                 | 0                                 | 0                                 | 0                                 | 1                                 |
| Gulf South                           | 0                                 | 0                                 | 0                                 | 0                                 | 1                                 | 1                                 | 0                                 | 2                                 |
| PSAC                                 | 0                                 | 0                                 | 0                                 | 0                                 | 1                                 | 0                                 | 0                                 | 1                                 |
| SIAC                                 | 0                                 | 0                                 | 0                                 | 1                                 | 0                                 | 0                                 | 0                                 | 1                                 |

## Statistiques par universités de Division I FBS
Michigan et Alabama établissent lors de la Draft 2017 de la NFL de nouveaux records pour leurs universités avec respectivement 11 et 10 joueurs sélectionnés.
Il s'agit aussi de la seconde année consécutive qu'une université de la conférence Big 10 termine première au nombre de sélectionnés,.
| Sélections | Équipes universitaires |
| ---------- | --- |
| 11         | Michigan |
| 10         | Alabama |
| 9          | Miami (FL) |
| 8          | Florida, LSU, Utah |
| 7          | Ohio State |
| 6          | Clemson, North Carolina, Tennessee |
| 5          | Pittsburgh, Texas A&M, UCLA, USC, Washington |
| 4          | Auburn, Colorado, Florida State, Iowa, Oklahoma, Ole Miss, Virginia Tech |
| 3          | Arkansas, California, Houston, Louisiana Tech, NC State, San Diego State, South Florida, Temple, Toledo, Western Michigan, Wisconsin |
| 2          | Boise State, Boston College, Eastern Washington (Division I FCS), Kansas State, Louisville, Michigan State, Northwestern, Notre Dame, Ohio, Oklahoma State, Oregon State, Stanford, Vanderbilt, Villanova, West Georgia (Division II), West Virginia, Western Kentucky, Wyoming, Youngstown State (Division I FCS) |